# Passionworks
Passionworks es el séptimo álbum de estudio de la banda estadounidense Heart, lanzado en 1983 por Epic Records. El álbum representó un cambio de sonido, pasando del hard rock y folk rock de los discos anteriores a un sonido mucho más comercial y destinado a la radio. Alcanzó la posición No. 39 en las listas de éxitos norteamericanas.

## Lista de temas
1. How Can I Refuse – 3:52
2. Blue Guitar – 3:54
3. Johnny Moon – 4:00
4. Sleep Alone – 4:12
5. Together Now – 3:50
6. Allies – 4:44
7. (Beat By) Jealousy – 3:18
8. Heavy Heart – 3:50
9. Love Mistake – 3:28
10. Language of Love – 3:38
11. Ambush – 3:14

## Créditos
- Ann Wilson - voz
- Nancy Wilson - voz, guitarra
- Howard Leese - guitarra
- Denny Carmassi - batería
- Mark Andes - bajo